# Diftina sintasi
La diftina sintasi è un enzima appartenente alla classe delle transferasi, che catalizza la seguente reazione:
S-adenosil-L-metionina + 2-(3-carbossi-3-amminopropil)-L-istidina ⇄ S-adenosil-L-omocisteina + 2-[3-carbossi-3-(metilammonio)propil]-L-istidina
La 2-[3-Carbossi-3-(metilammonio)propil]-L-istidina ad il corrispondente composto dimetil possono agire come accettori; il prodotto trimetilato, la diftina, è convertita in diftamide dalla diftina:ammonio ligasi (numero EC 6.3.2.22).